# Polystichopsis chaerophylloides
Polystichopsis chaerophylloides là một loài dương xỉ trong họ Dryopteridaceae. Loài này được Poir. C.V. Morton mô tả khoa học đầu tiên năm 1960.